# 佛得角國家男子籃球隊
維德角國家男子籃球隊是代表維德角參加國際籃球賽事的男子籃球隊。由維德角籃球協會（葡萄牙語：Federação Cabo-verdiana de Basquetebol）管理。
其最大的成就是在2007年非洲籃球錦標賽獲得銅牌，當時佛得角在最後一場比賽中擊敗了埃及隊。
近年來培育出擁有NBA資歷的中鋒沃尔特·塔瓦雷斯後，逐漸從非洲籃球的攪局者，搖身變成了非洲的列強。2023年2月26日，佛得角獲得了2023年世界盃籃球賽的參賽資格。維德角成為有史以來晉級世界盃的最小國家，打破了黑山保持的紀錄。